# Trient VS
| VS ist das Kürzel für den Kanton Wallis in der Schweiz. Es wird verwendet, um Verwechslungen mit anderen Einträgen des Namens Trient (Begriffsklärung) zu vermeiden. |

Trient (französisch [tʀiɛ̃], frankoprovenzalisch [trəjɛ̃]) ist eine Munizipalgemeinde und eine Burgergemeinde im Bezirk Martigny im französischsprachigen Teil des Schweizer Kantons Wallis.

## Geographie
Die Munizipalgemeinde, die 22 Weiler umfasst, liegt im Vallée du Trient am Fusse des Mont-Blanc-Massivs nahe der Grenze zu Frankreich. Sie liegt am gleichnamigen Flüsschen Trient, welches dem auf Gemeindegebiet liegenden Trientgletscher entspringt.
Die nordwestliche Grenze gegen die Gemeinde Finhaut wird durch die Gewässer Trient und Eau Noire gebildet, die südwestliche Grenze gegen Frankreich durch die vergletscherte Aiguille du Tour (3540 m ü. M.), die südöstliche Grenze gegen Orsières durch die ebenfalls vereisten Aiguilles Dorées (3519 m). Die nordöstliche Grenze gegen Martigny markiert der Col de la Forclaz (1527 m).

## Geschichte
Der Weiler Les Jeurs war um 1350 ein kleines Dorf, wogegen der Weiler Trient noch ein Maiensäss war.
Kirchlich wurde Trient 1830 zum Rektorat und 1868 zur Pfarrei erhoben, doch erst 1893 trennte es sich vollends von Martigny.
Politisch spaltete sich Trient nach einer 1899 erfolgten Abstimmung im darauffolgenden Jahr von der Gemeinde Martigny-Combe ab, die ihrerseits bis 1841 zu Martigny gehört hatte.
In der Schlacht bei Trient von 1844, einem Höhepunkt der Auseinandersetzung zwischen den Walliser Liberalen und den Walliser Konservativen, siegten die Letzteren («alten Schweiz») über die Ersteren («junge Schweiz»).

## Bevölkerung
| Bevölkerungsentwicklung | Bevölkerungsentwicklung | Bevölkerungsentwicklung | Bevölkerungsentwicklung | Bevölkerungsentwicklung | Bevölkerungsentwicklung | Bevölkerungsentwicklung | Bevölkerungsentwicklung | Bevölkerungsentwicklung | Bevölkerungsentwicklung | Bevölkerungsentwicklung | Bevölkerungsentwicklung | Bevölkerungsentwicklung | Bevölkerungsentwicklung | Bevölkerungsentwicklung |
| ----------------------- | ----------------------- | ----------------------- | ----------------------- | ----------------------- | ----------------------- | ----------------------- | ----------------------- | ----------------------- | ----------------------- | ----------------------- | ----------------------- | ----------------------- | ----------------------- | ----------------------- |
| Jahr                    | 1900                    | 1950                    | 2000                    | 2010                    | 2011                    | 2012                    | 2013                    | 2014                    | 2015                    | 2016                    | 2017                    | 2018                    | 2019                    | 2020                    |
| Einwohner               | 329                     | 188                     | 130                     | 147                     | 148                     | 144                     | 161                     | 178                     | 193                     | 174                     | 183                     | 161                     | 165                     | 163                     |

Die Bevölkerungszahl war lange stark rückläufig. 1900 zählte die Gemeinde 329 Einwohner, 1950 188 und 2000 noch 130. In jüngster Zeit konnte sie sich wieder erholen und lag per 31. Dezember 2023 bei 160.

## Verkehr
Trient ist von Martigny via die 1957 eröffnete Hauptstrasse 203 über den Col de la Forclaz erreichbar, die als Route départementale weiter nach Chamonix führt. Ans öffentliche Verkehrsnetz ist Trient durch die Postautoverbindung Martigny–Col de la Forclaz–Trient angeschlossen, im Sommer fahren ausgewählte Kurse über den Pass «Tête Noire» weiter nach Châtelard-Frontière an der Staatsgrenze.

## Wirtschaft
Trient lebte von der Viehwirtschaft und in der zweiten Hälfte des 19. Jahrhunderts von der Eisgewinnung aus dem Trientgletscher. In der Belle Époque blühte der Tourismus auf. Heute leben in Trient hauptsächlich Wegpendler.

## Sehenswürdigkeiten
- Infanteriewerk A 61 Fort Litroz[7][8]⊙
- Tête-Noire-Schlucht⊙[9]

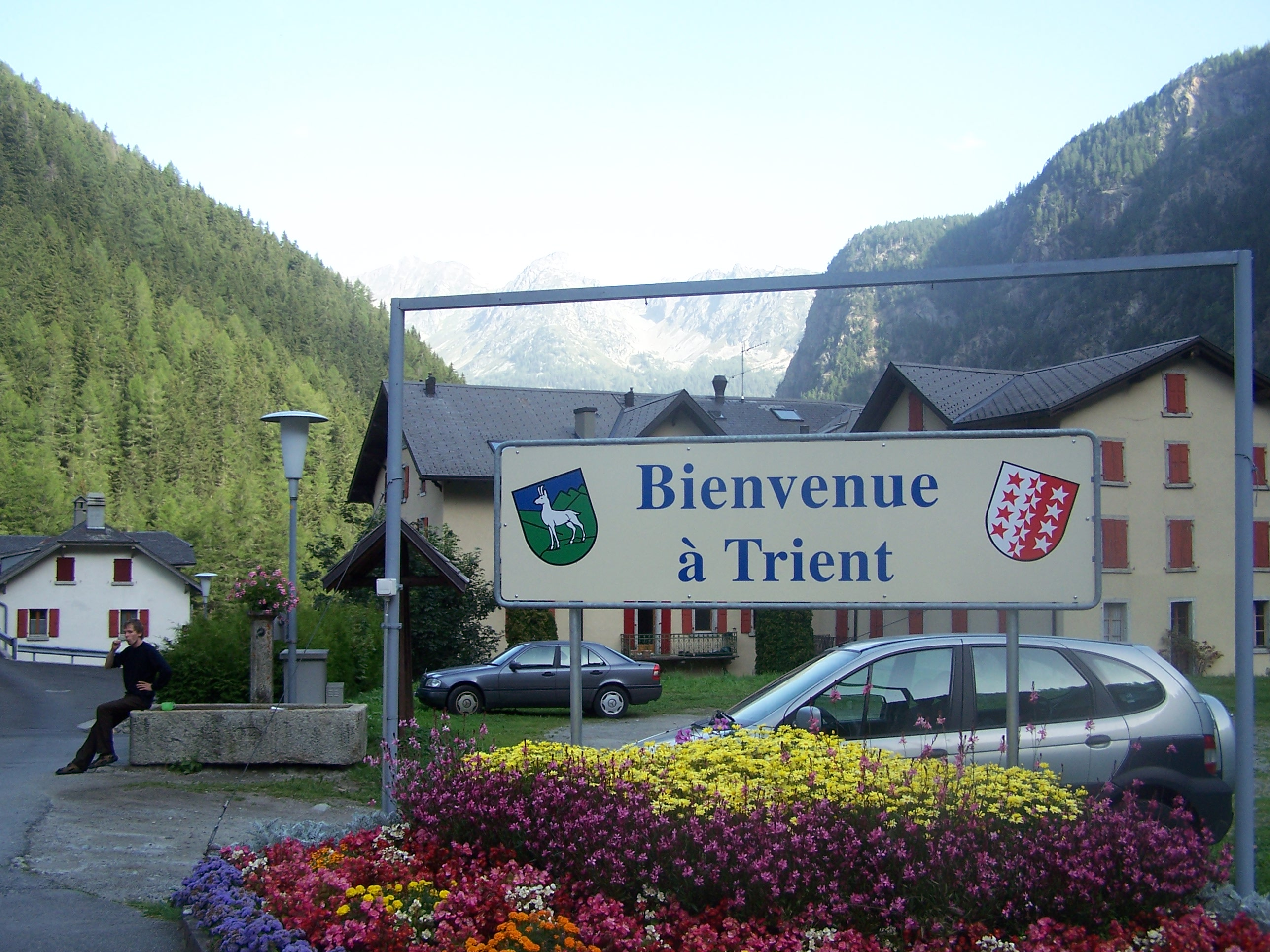
Willkommenstafel am Ortseingang
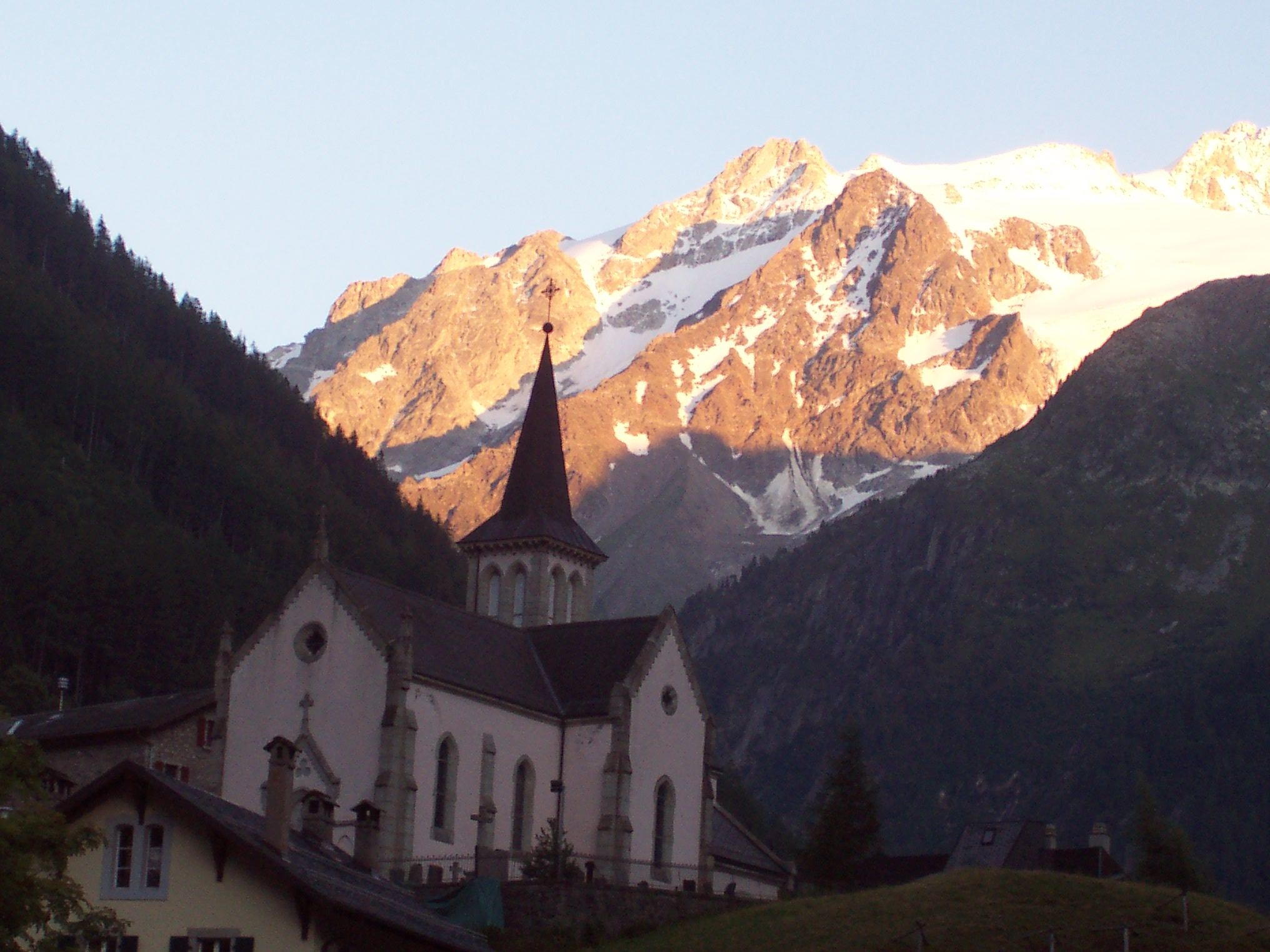
Trient mit dem Mont-Blanc-Massiv im Hintergrund
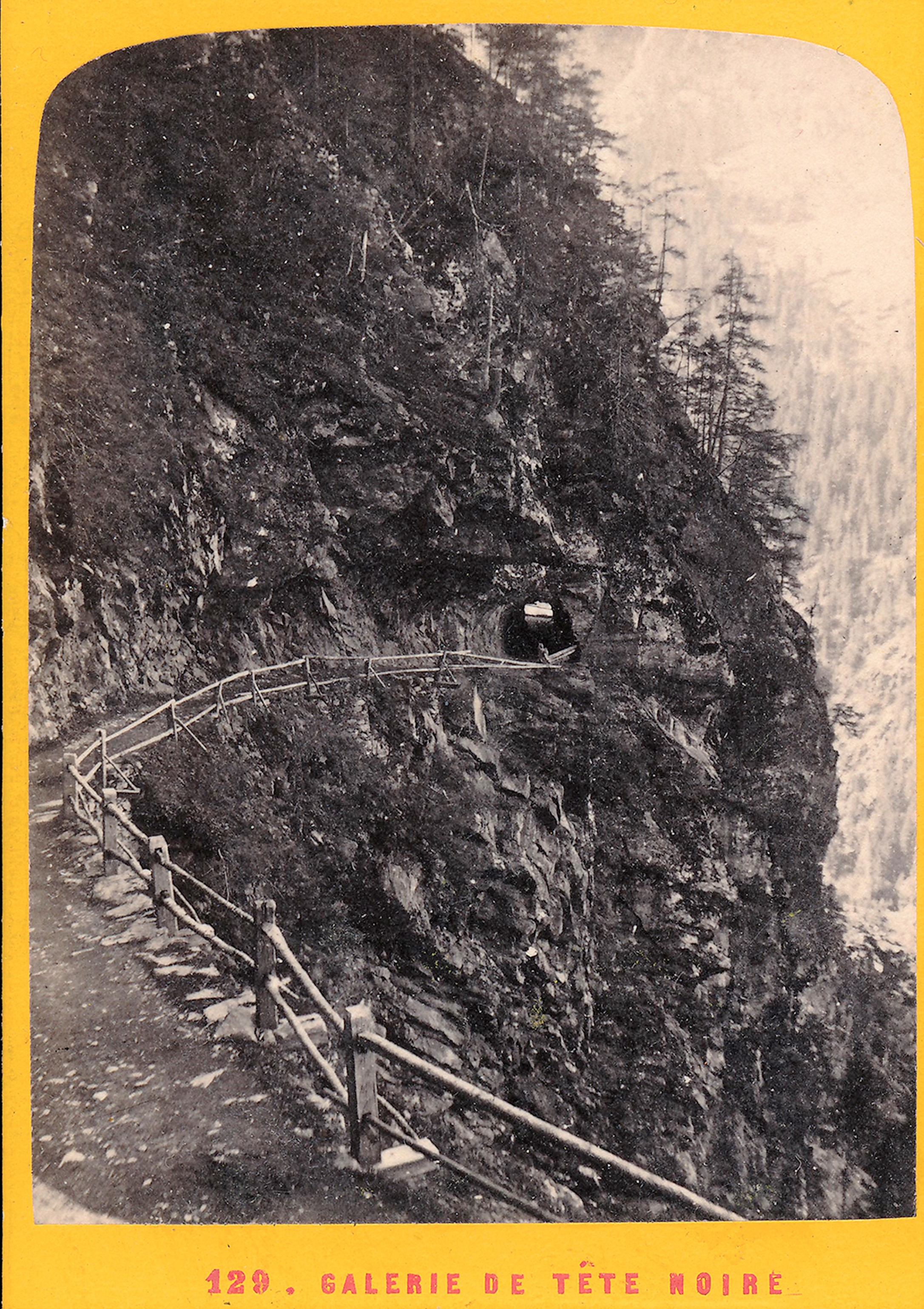
Tête-Noire-Schlucht (1870)